# Francesc Valls i Llinares
Francesc Valls i Llinares (Castellar del Vallès, 20 de febrer de 1896 - Rufignac, Dordonya, França, final dels anys seixanta) va ser un soldat republicà, pres i supervivent del camp de concentració de Mauthausen i Gusen.

## Biografia
Soldat de l'exèrcit republicà, és exiliat a França a principis de l'any 1939 davant l'enfonsament de les tropes republicanes. Fou internat en un camp d'acollida des d'on s'enquadrà a la 115a companyia de treballadors estrangers. Destacat al departament de Mosel·la, treballà en tasques de fortificació de la línia Maginot. El 30 de juny de 1940 va ser capturat per la Wehrmacht i l'any 1941 fou traslladat al camp de Mauthausen. Per pròpia elecció decidí anar al camp de Gusen davant els rumors que les condicions de vida eren millors en aquest camp. La seva condició professional de llauner li permeté trobar un destí a cobert i poc cansat que li permeté sobreviure a l'holocaust. Un cop alliberat el camp de Gusen, el 5 de maig de 1945, fou repatriat a França i s'instal·là a Perigueux.